# Кьон
Кьон (яп. キョン) — вигаданий, один з центральних чоловічих персонажів, оповідач серії ранобе Харухі Судзумія, аніме-серіалі Меланхолія Харухі Судзумії та фільмі Зникнення Харухі Судзумії, озвучений Томокацу Сугіта в японськомовній версії та Кріспіном Фріменом в англомовній. Ім'я Кьон є насправді прізвиськом, дане йому замість його справжнього імені, яке не розкривається в серіалі. Його сестра несе відповідальність за поширення використання серед своїх однокласників до його збентеження і роздратування. У дев'ятому тому ранобе (Дисоціація Харухі Судзумії) існує натяк на його справжнє ім'я у розмові між собою та Сасакі, дівчиною, яка знала Кьона з середньої школи: було тільки сказано, що це ім'я звучить велично та гордо.
Роль Кьона в серіалі — бути одним з компаньйонів Харухі та другим важливим елементом Бригади SOS. Після вступу до середньої школи він упокорюється з образом життя, де його юнацькі фантазії, такі як прибульці, мандрівники й екстрасенси, не мають реальних доказів. Після невинної розмови з Харухі вона несподівано відкривається йому та змушує допомагати їй у створенні та функціонуванні нового клубу.

## Характер
Кьон — розумний і достатньо проникливий хлопець, сильний у логічному спектрі. Однак, у школі навчається середньо через відсутність бажання вчитися. Саркастичний і скептичний за характером, може бути дуже спостережливим, попри свій середній бал.
Має деякий контроль над емоціями Харухі, враховуючи, що був у змозі розірвати петлю часу у главі «Нескінченна вісімка».
Хоча Харухі Судзумія — центральний герой серіалу, де-факто головним персонажем цієї історії є Кьон, оскільки сюжет розповідається саме з його точки зору. Він описує події часто з саркастичними коментарями з огляду на окремі безглуздості, які виникають навколо Харухі та діяльності клуб SOS. Оповідання Кена за форматом нагадує грецький хор, оскільки безпосередньо розмова йде з аудиторією через внутрішній діалог. Харухі часто відповідає на фрази Кьона, тому іноді важко зрозуміти чи говорить хлопець уголос або ж просто думає про себе. Такі збіги також можна інтерпретувати як здібність Харухі мати телепатичне відчуття до Кьона.
Себе Кьон називає як студента ледь вище середнього показника, проте часто у діалозі він згадує посилання на давньогрецьку міфологію, передові наукові концепції (закони термодинаміки, теорія відносності тощо), відомі й неясні факти попкультури, різні езотеричні теми.
Він також є єдиною «нормальною» людиною в клубі, де зібрані персонажі з надздібностями. Цей факт викликає цікавість і занепокоєння серед деяких третіх осіб, тому що за сюжетом Харухі «незацікавлена у звичайних людях». Юкі Нагато відноситься до Кьона як «нерегулярного фактора поблизу Харухі», відповідального за різку зміну даних навколо неї. Ітцукі Коїдзумі пішов далі, дослідивши особистість Кьона, але дійшов до висновку, що він дійсно звичайна людина. Рьоко Асакура вельми спантеличена інтересом Харухі до Кьона і питає, як вийшло, що він отримав Харухі, щоб відкрити.
В інтерв'ю автор Нагару Таніґава зізнався, що Кьон мав бути зображений як екстрасенс зі своєю оригінальною концепцією, але при написанні Меланхолії Харухі Судзумії, Кьон замість цього перетворився на звичайного студента.